# Струмок
Струмо́к (синоніми — поті́чок, руча́й) — неширокий водотік, що має здебільшого звивисте річище і довжину до 10 км. Струмок утворюється (підживлюється) зі снігових, дощових або підземних вод, що вийшли на поверхню.
Струмки бувають кількох типів:
- постійні (ті, що не пересихають)
- сезонні (ті, що пересихають у посушливі пори)
- рівнинні
- гірські
- підземні (ті, що течуть у печерах)

Струмки, що з'єднують дві водойми, також називають протоками.
Струмки разом з річками, в які вони впадають, утворюють річкову сітку. Водотоки завдовжки від 10 до 100 км називаються малими річками.

## Галерея

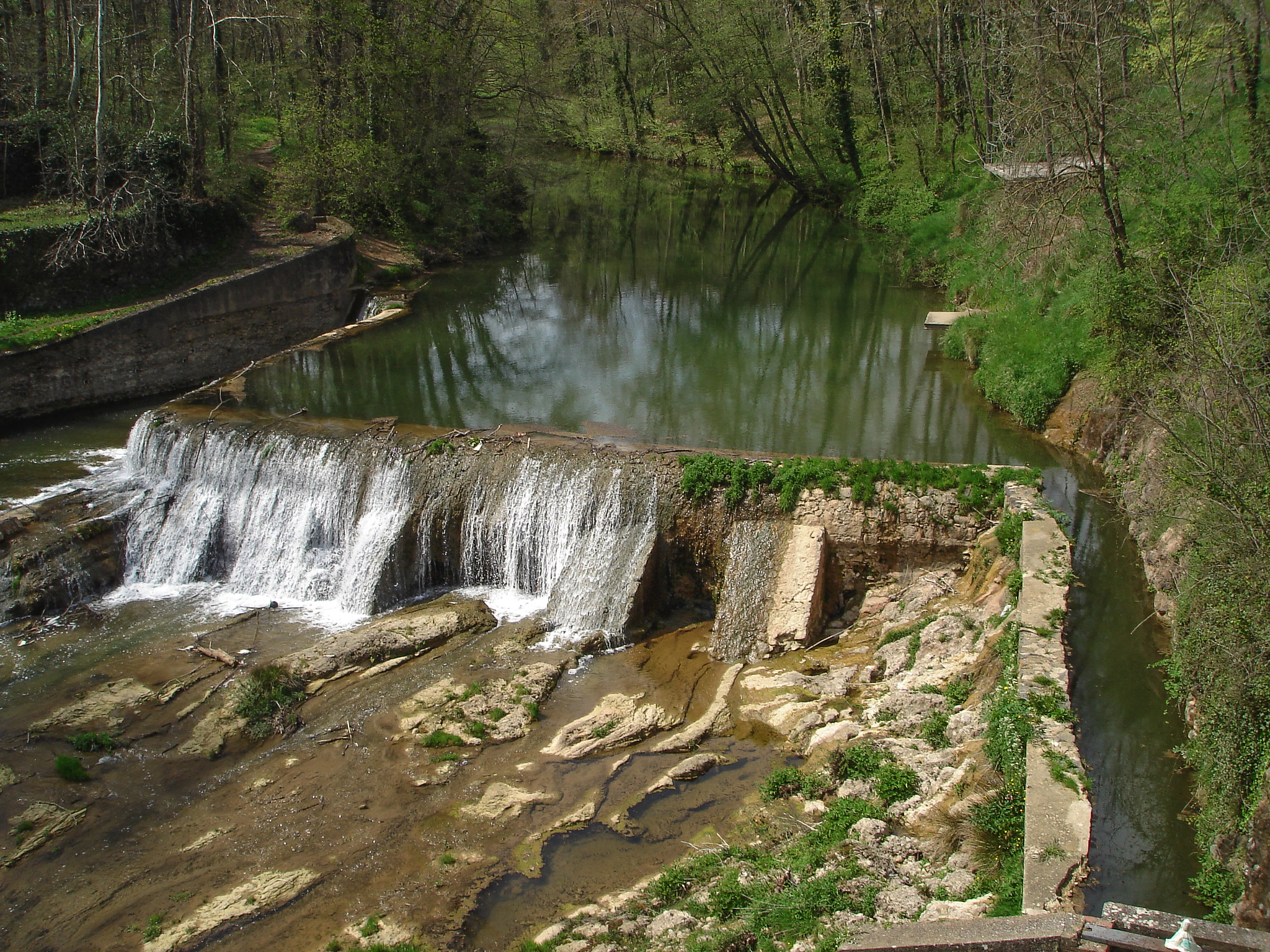
Каталонія (гребля на струмку)
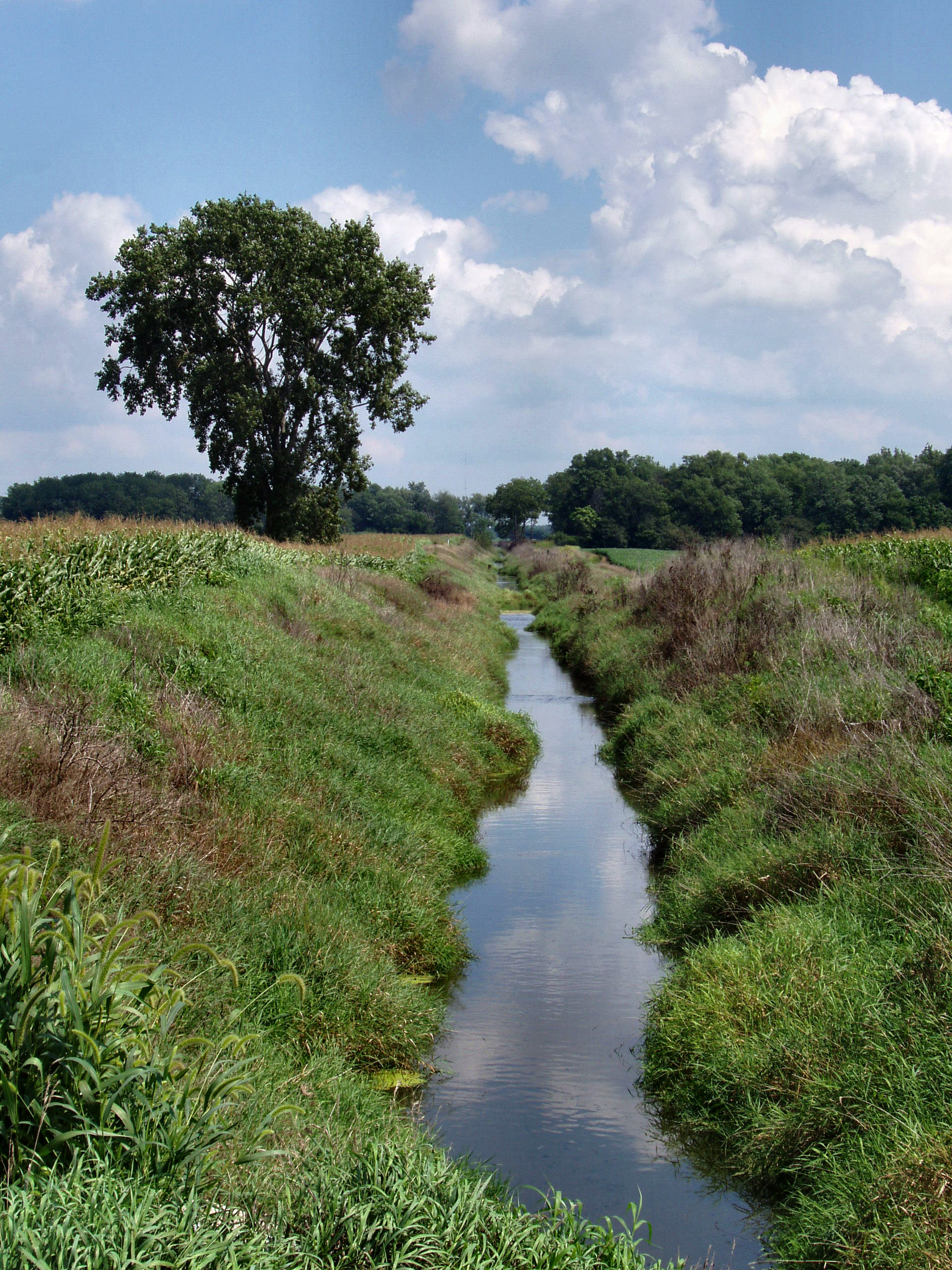
США
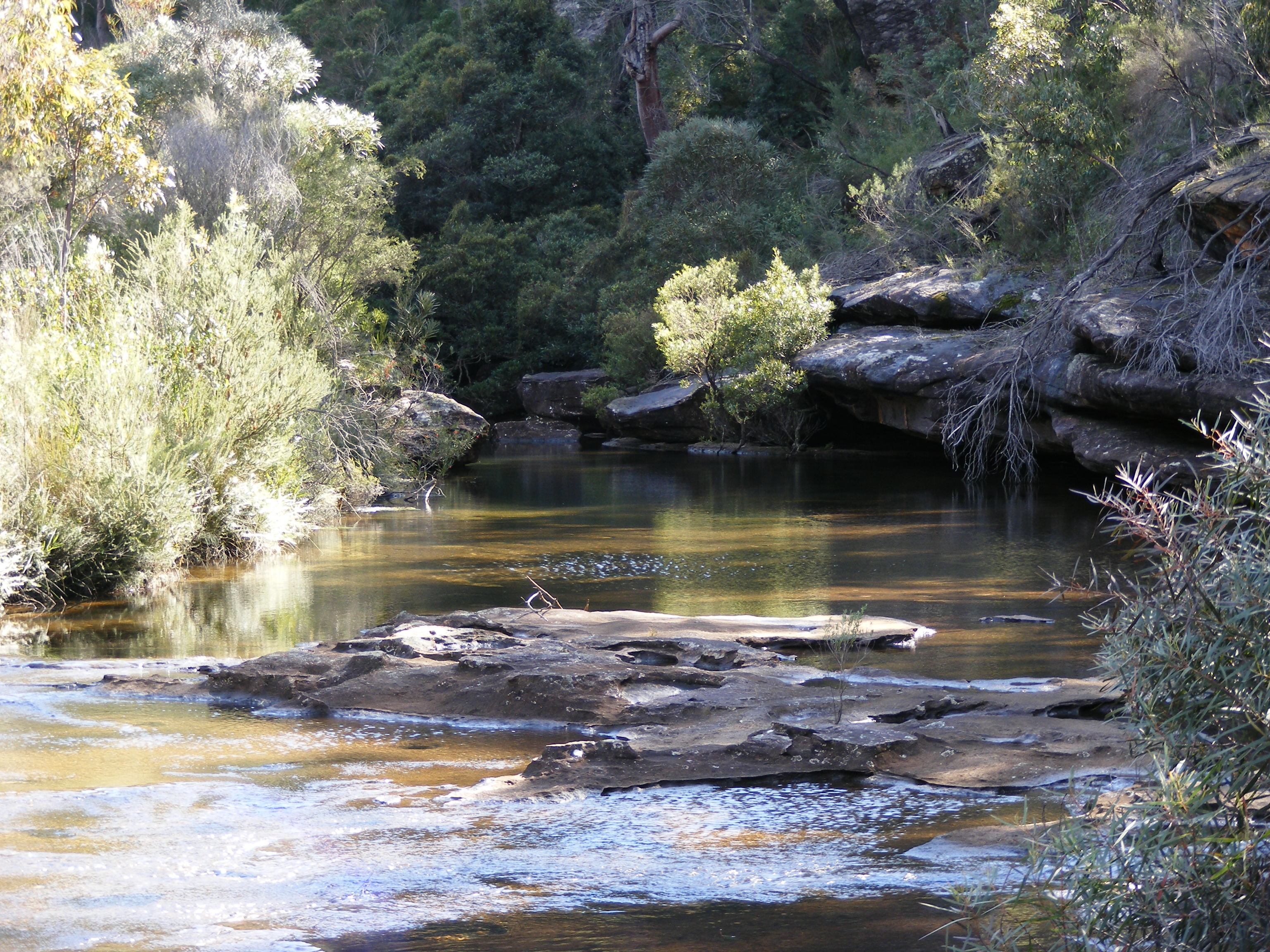
Австралія
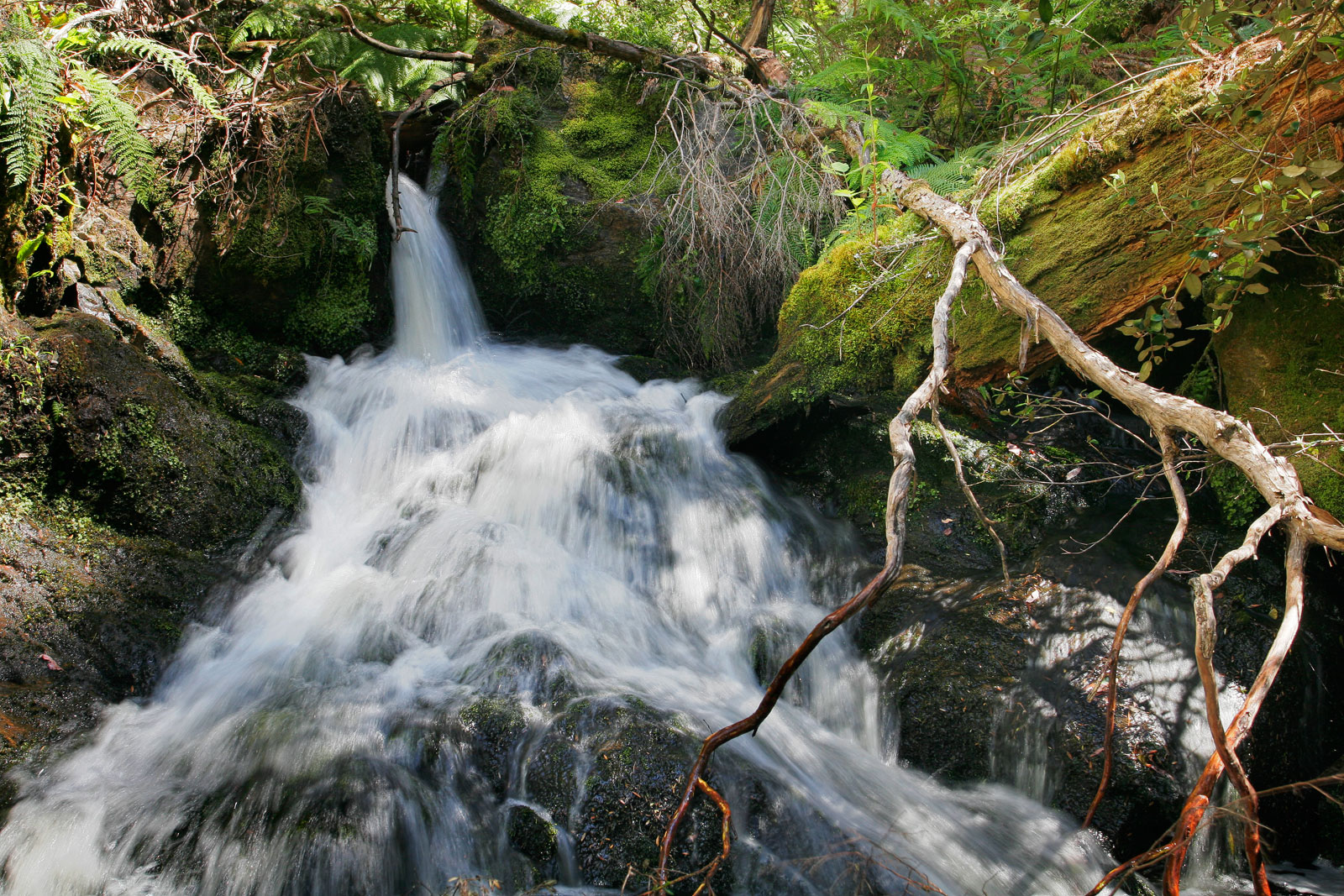
Австралія (водоспад на струмку)
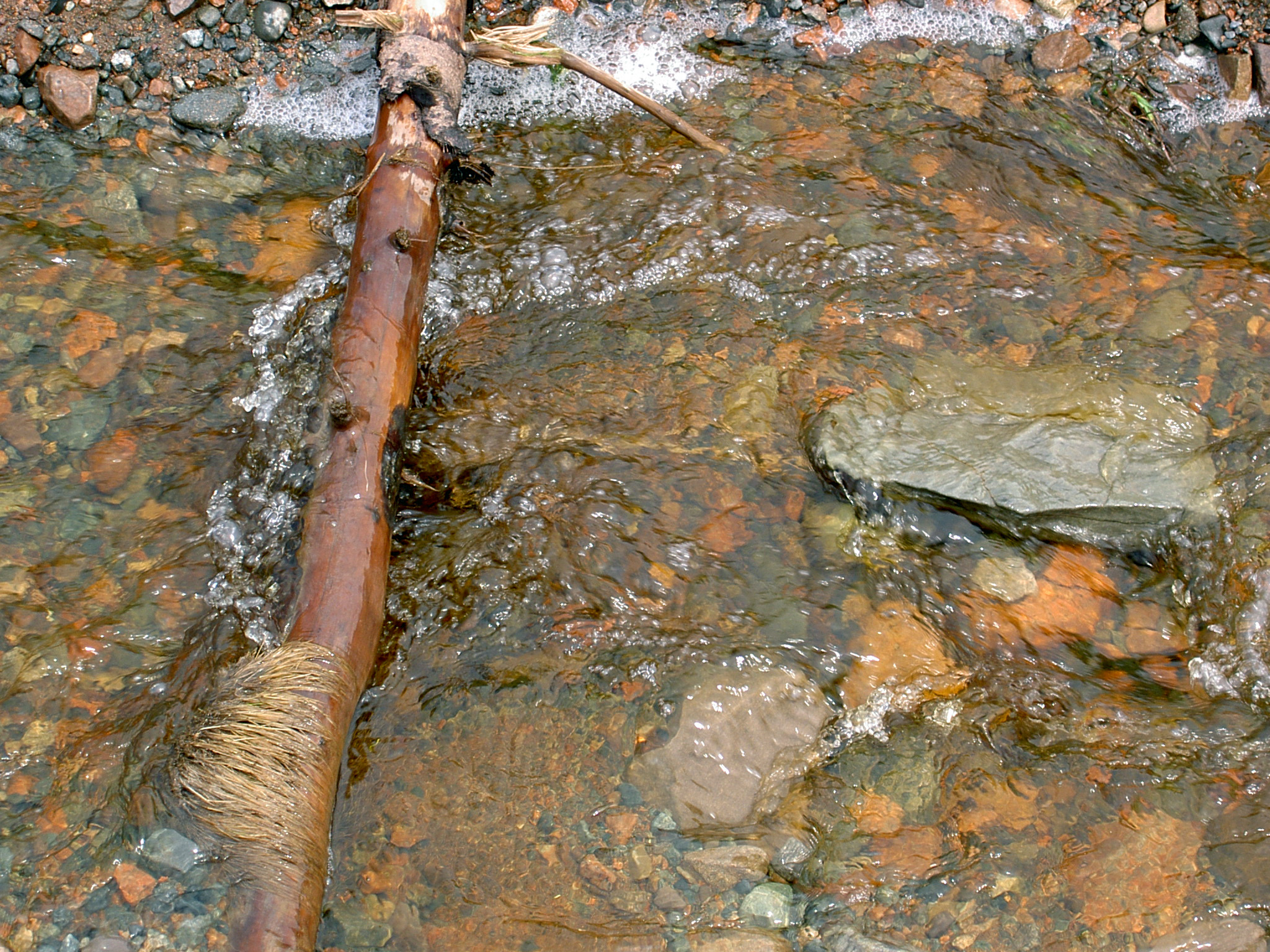
Канада
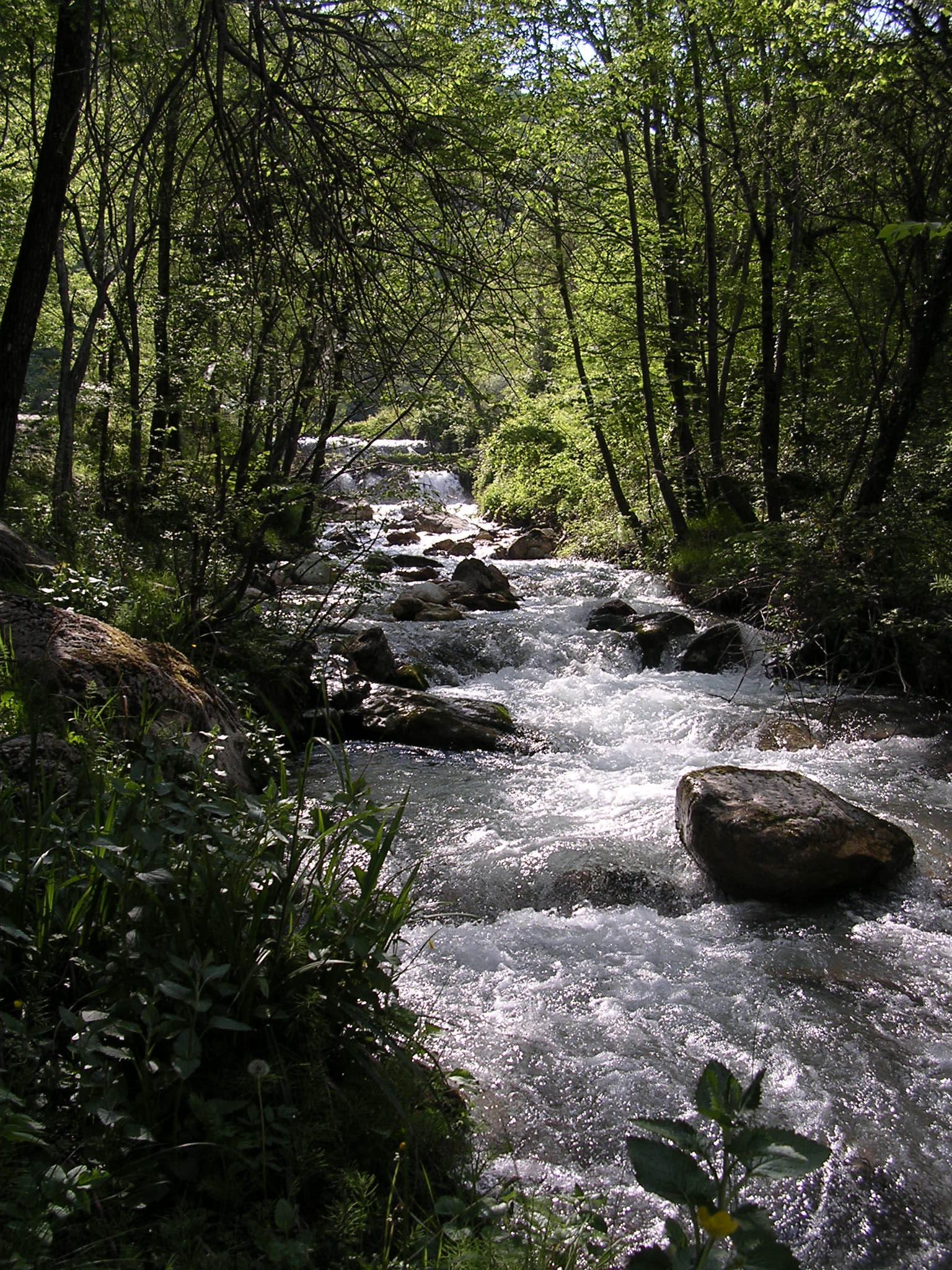
Італія
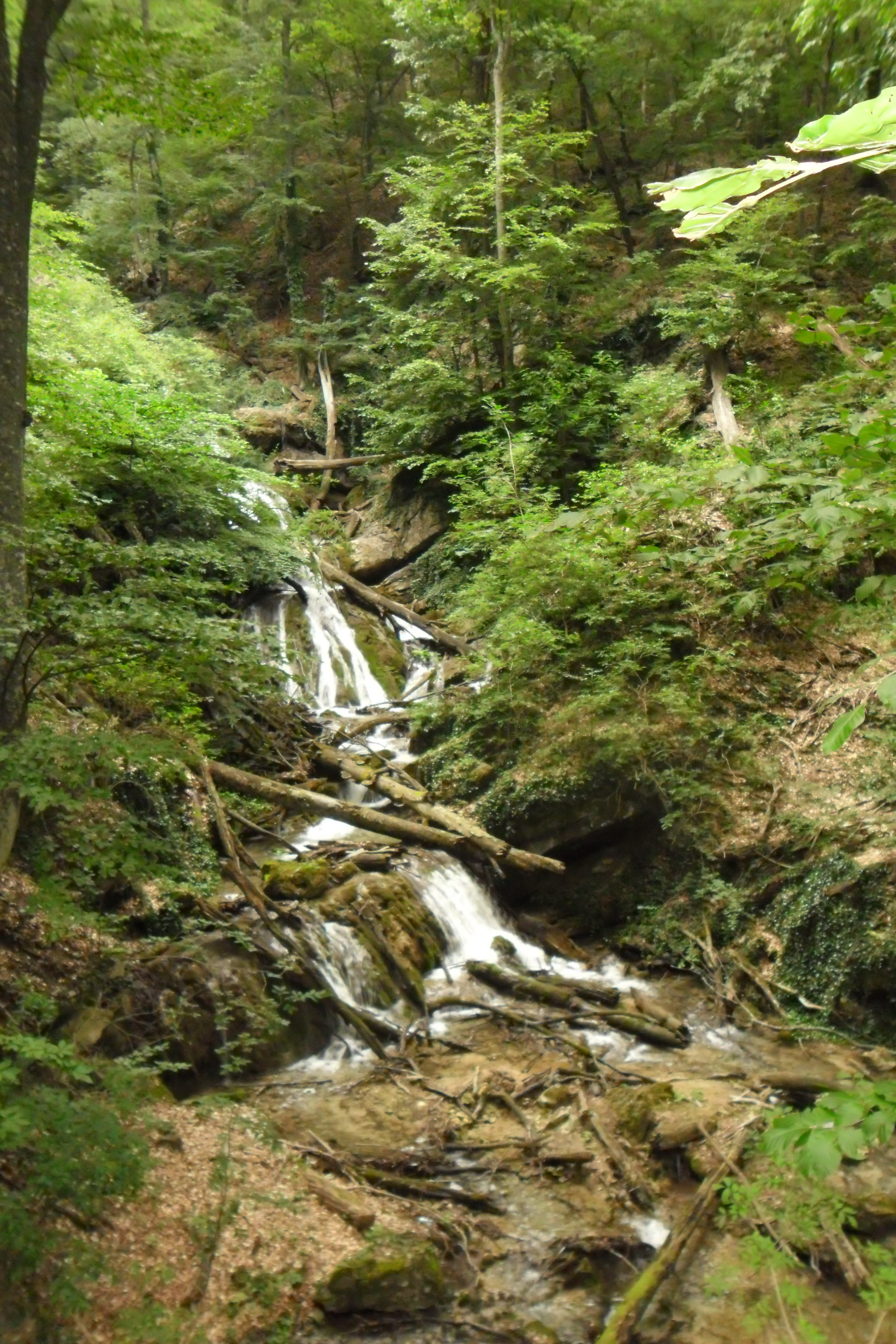
Водоспад «Каскад» у верхів'ї урочища Хапхал, Крим, Україна. Річка Улу-Узень.

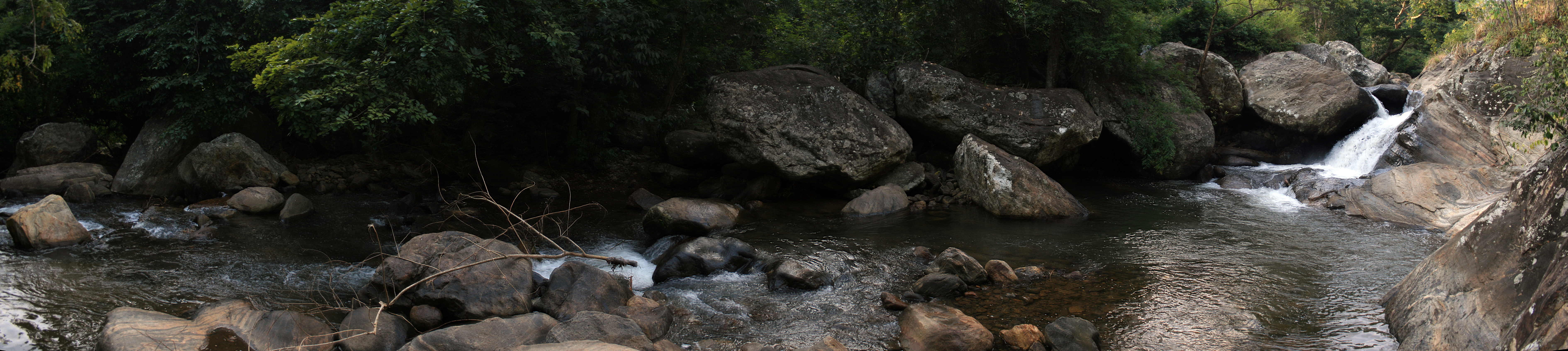
Водоспад Бахаті на струмку в горах Улугуру